# Calcant

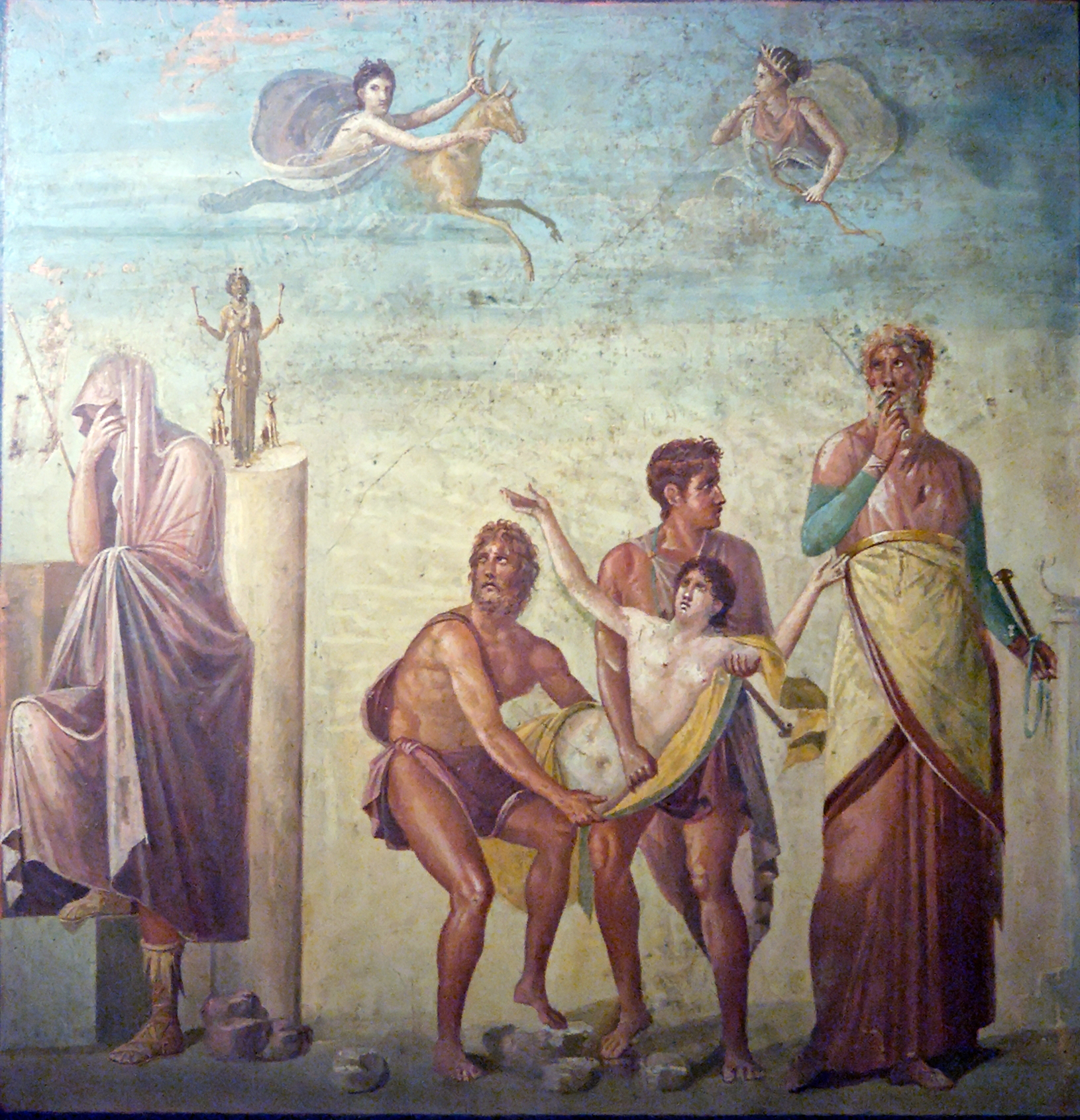
Calcant (a la dreta) conduint Ifigenia al sacrifici, fresc sobre guix de Pompeia, després del 62 d. C., Museu nacional arqueològic de Nàpols

En mitologia grega, Calcant (en grec antic Κάλχας / Kálkhas), és un endeví grec, de Micenes o potser de Mègara, que apareix en els relats de la guerra de Troia, sobretot en la Ilíada. Fill de Tèstor, és descrit en aquesta epopeia com "de molt el millor dels endevins, que coneix el futur, el present i el passat" (cant I, v. 69-70). El do de la visió li ve d'Apol·lo. És, al costat de Tirèsias, l'endeví més conegut de la mitologia grega.
Va ser l'endeví principal de l'expedició grega contra Troia. En tots els moments importants de la guerra de Troia i en la seva preparació, hi ha una profecia de Calcant. Quan Aquil·les va fer nou anys, Calcant anuncià que Troia no seria vençuda si aquell nen no participava en l'expedició. Per a evitar la seva mort, Tetis va amagar el seu fill entre les filles del rei Licomedes, d'Esciros. A l'Àulida va interpretar un presagi: una serp es va menjar els ocells de l'altar del sacrifici, i va dir que la guerra de Troia duraria deu anys. Quan la flota grega va desembarcar de forma accidentada a Mísia, Calcant va confirmar les indicacions de Tèlef sobre la millor ruta a seguir per les naus per tal d'arribar al seu destí. Durant la segona travessia cap a Troia, indica a Agamèmnon per què Àrtemis ha immobilitzat els vaixells grecs a l'Àulida i com aplacar-la sacrificant la seva filla Ifigenia. Després, quan Aquil·les ja ha mort i Aiant fill de Telamó s'ha suïcidat, anuncia als grecs que no podran prendre la ciutat si no aconsegueixen l'arc d'Hèracles, i va motivar la gestió d'Odisseu davant de Filoctetes. Després de la mort de Paris, aconsella als grecs que facin presoner Helen, que ha marxat cap als boscos de l'Ida, ja que és l'única manera de saber com es pot rendir la ciutat. Quan Apol·lo delma les files gregues davant de Troia, explica que és perquè Agamèmnon s'ha negat a tornar Criseida, filla del sacerdot troià d'Apol·lo. Finalment, també contribueix a l'estratagema del cavall de Troia. Ell mateix va entrar a la ciutat dins del cavall.
Quan els grecs marxaven de Troia, els prediu que la tornada no serà fàcil, a causa de la còlera d'Atena, descontenta per la injustícia que s'ha comès amb el seu protegit Aiant, fill de Telamó. No va voler marxar amb les naus gregues, perquè sabia que no arribarien a bon port ràpidament. Va embarcar-se amb un altre endeví, Amfíloc, fill d'Amfiarau, i enduent-se amb ell als herois Leonteu, Podaliri i Polipetes. La seva nau va ser empesa per la tempesta fins a Colofó. Algunes versions diuen que no es van embarcar i tots van arribar a peu a Colofó.

## Mort de Calcant
Un oracle, segurament una profecia d'Helen, va dir a Calcant que moriria en trobar-se un endeví que fos millor que ell. Aquest fou Mopsos, net de Tirèsias, amb qui va coincidir a prop de la ciutat de Colofó. Els endevins van organitzar una competició per esbrinar quins dels dos era millor. Prop de casa seva hi havia una figuera i Calcant va preguntar: "Quantes figues te?", i Mopsos va respondre "deu mil i un quartà i una figa més". Fet el recompte Mopsos ho havia encertat. També hi havia una truja prenyada i van discutir sobre quants garrins havia de tenir. Calcant va dir que serien vuit; Mopsos, per contra, assegurà que havien de ser nou. Després d'esperar una estona, va néixer el garrí que feia nou. Calcant, en veure's vençut, va morir avergonyit per la derrota. Hi ha qui diu que es va suïcidar i va ser enterrat a Nòcion, prop de Colofó. Conó explica una versió diferent de la rivalitat entre els dos endevins. Diu que el rei de Lícia preparava una expedició i Mopsos la va desaconsellar dient que seria vençut, però Calcant li va assegurar la victòria. El rei va anar a la guerra i va ser vençut, cosa que augmentà la reputació de Mopsos. Calcant es va suïcidar.
Una altra versió del mite diu que Calcant havia plantat una vinya en un bosc consagrat a Apol·lo, a la ciutat de Grineion. Un profeta d'aquell lloc li va dir que mai veuria vi d'aquella vinya. Calcant se'n va enriure. La vinya va créixer i va fer fruit, del que Calcant en va treure vi, i quan s'havia de beure el vi novell va convidar la gent de la rodalia i també l'endeví que havia fet la profecia. Quan, amb la copa plena, Calcant es disposava a beure, el seu rival li va repetir que no tastaria el vi. Calcant es posà a riure i es va ofegar, morint sense haver pogut apropar la copa als llavis.